# Alexander Veljanov
Alexander Veljianov (...) è un cantante macedone naturalizzato tedesco, diventato celebre come voce del gruppo darkwave dei Deine Lakaien, da lui stesso fondato insieme al compositore Ernst Horn.

## Biografia
Ha studiato teatro a Monaco e Berlino ma nel 1991 ha interrotto gli studi per concentrarsi sulla carriera musicale, in particolare ai Deine Lakaien. Fino al 1993 è stato anche membro del gruppo rock Run Run Vanguard.
In seguito non si è limitato a lavorare con i Deine Lakaien ma si è dedicato anche a vari progetti collaterali e alla carriera di solista, nonché a collaborazioni con vari altri artisti e gruppi.
È estremamente riservato riguardo alla sua vita privata, che custodisce gelosamente; raramente parla di sé nelle interviste e tuttora la sua data di nascita rimane misteriosa.
Nel suo ultimo album Porta Macedonia ha reinterpretato anche alcuni brani del celebre gruppo macedone dei Mizar.

## Discografia solista

### Album
- 1998: Secrets of the Silvertongue
- 2001: The Sweet Life
- 2008: Porta Macedonia

### Singoli
- 1998: The Man With a Silver Gun
- 1998: Past and Forever
- 2001: Fly Away
- 2008: Nie mehr/Königin aus Eis